# Astroloba rubriflora
Astroloba rubriflora là một loài thực vật có hoa trong họ Măng tây. Loài này được (L.Bolus) G.F.Sm. & J.C.Manning mô tả khoa học đầu tiên năm 2000.